# Ngamring
Ngamring Dzong, Chinees: Ngamring Xian is een arrondissement in de prefectuur Shigatse in de Tibetaanse Autonome Regio, China. In 1999 telde het arrondissement 45.293 inwoners. Het heeft een oppervlakte van 20.105 km². De gemiddelde temperatuur is 2 °C en er valt jaarlijks gemiddeld 220 mm neerslag. Door Ngamring loopt de nationale weg G219.